# Otávio Pinto
 Otávio Henrique Rodrigues Pinto (Contagem, 27 de fevereiro de 1991) é um voleibolista indoor brasileiro, atuante na posição de central, que serviu a Seleção Brasileira desde as categorias de base, e possui os seguintes resultados representando o país: medalhista de prata no Campeonato Sul-Americano Infanto-Juvenil de 2008 no Brasil, e nesta categoria participou do Campeonato Mundial em 2009 na Itália, conquistou o ouro no Campeonato Sul-Americano Juvenil de 2010 no Chile e participou do Campeonato Mundial Juvenil de 2011 no Brasil. Representou o país após criação da categoria Sub-23 sagrando-se medalhista de ouro na estreia do Campeonato Mundial em 2013 no Brasil e pela Seleção Brasileira de Novos conquistou a medalha de ouro na Copa Pan-Americana de 2011 no México.Em clubes foi medalhista de prata no Campeonato Sul-Americano de Clubes em 2013 no Brasil.

## Carreira
Otávio foi formado nas divisões de base do Telemig Celular/Minas, e por este conquistou na categoria infantil o bronze do Campeonato Mineiro de 2006. No ano seguinte conquistou o vice-campeonato mineiro na categoria infanto-juvenil, além dos títulos da Copa Círculo Militar e na edição da III Copa Minas Tênis Clube, categoria infanto-juvenil.
No ano de 2008 atuando na categoria juvenil do Telemig/Minas conquistou o bronze da Taça Paraná e o título da Copa Joinville e obteve também neste ano o título mineiro juvenil de 2008. Nesse mesmo ano foi convocado para Seleção Brasileira, categoria infanto-juvenil, e disputou o Campeonato Sul-Americano em Poços de Caldas, vestindo a camisa 13, e terminou com a medalha de prata.
Em 2009 foi novamente campeão mineiro juvenil e representou a Seleção Brasileira no Campeonato Mundial Infanto-Juvenil disputado nas cidades italianas de Jesolo e  Bassano del Grappa e vestindo a camisa 19, encerrou na competição em nono lugar e nesta temporada pela seleção atuou como capitão da equipe e também conquistou o Torneio Internacional Vibo Valentia, sendo eleito o melhor central. Pelo Vivo/Minas alcançou a sétima posição na Superliga Brasileira A 2009–10..
Este esmeraldense atuando pelo Vivo/Minas conquistou o título mineiro na categoria juvenil e neste mesmo ano foi vice-campeão do Campeonato Mineiro Adulto. Na categoria juvenil representou a Seleção Brasileira em 2010 na edição do Campeonato Sul-Americano em Santiago, no Chile, em tal ocasião conquistou a medalha de ouro na competição e foi o capitão eleito o melhor bloqueador da edição.
Retornando ao Vivo/Minas encerrou na quarta posição após semifinais da Superliga Brasileira A 2010–11. Em 2011 foi campeão mineiro juvenil e vice-campeão mineiro adulto. Foi convocado para o Campeonato Mundial Juvenil de 2011, sediado nas cidades do Rio de Janeiro e Niterói, nesta participação vestiu a camisa 7 e foi novamente o capitão e terminou na quinta posição e finalizando a temporada 2011–12 conquistou o bronze na Superliga Brasileira A.
Na temporada 2012–13 foi vice-campeão do Campeonato Mineiro de 2012 e quarto colocado na correspondente Superliga Brasileira A. Em 2013 esteve na equipe do Vivo/Minas na conquista do vice-campeonato mineiro e também na disputa do Campeonato Sul-Americano de Clubes sediado em Belo Horizonte e obteve a medalha de prata. Nesse mesmo ano foi convocado para Seleção Brasileira de Novos e disputou a Copa Pan-Americana sediada na Cidade do México e conquistou a medalha de ouro da edição, vestiu a camisa 4 registrando dois pontos na semifinal.
Com criação da categoria sub-23 na modalidade masculina, Otávio participou da primeira edição do Campeonato Mundial Sub-23, este sediado em Uberlândia, ocasião que vestiu a camisa 4, e fez parte da geração que após dois mundiais na categorias de base sem chegar ao pódio, conquistou este título inédito. Disputou a Superliga Brasileira A 2013–14 alcançando novamente a quarta colocação e renovou com o Minas Tênis Clube para temporada 2014–15.

## Títulos e resultados
- 2006-3º lugar do Campeonato Mineiro Infantil[2]
- 2007-Vice-campeão do Campeonato Mineiro Infanto-Juvenil[3]
- 2007- Campeão da III Copa Minas Infanto-Juvenil[1]
- 2007- Campeão da Copa Círculo Militar Infanto-Juvenil[1]
- 2008-3º lugar da Taça Paraná Juvenil[1]
- 2008-Campeão da Copa Joinville Juvenil[1]
- 2008-Campeão do Campeonato Mineiro Juvenil[1]
- 2009-Campeão do Campeonato Mineiro Juvenil[6]
- 2009-9º lugar do Campeonato Mundial Infanto-juvenil (Jesolo & Bassano del Grappa,  Itália)[8]
- 2009-Campeão da Torneio Internacional Vibo Valentia (Vibo Valentia,  Itália)[1]
- 2009-10- 7º lugar da Superliga Brasileira A[1]
- 2010-Campeão do Campeonato Mineiro Juvenil[9]
- 2010-Vice-campeão do Campeonato Mineiro[10]
- 2010-11- 4º lugar da Superliga Brasileira A[1]
- 2011-Campeão do Campeonato Mineiro Juvenil[13]
- 2011-Vice-campeão do Campeonato Mineiro[14]
- 2011-5º lugar do Campeonato Mundial Juvenil (Rio de Janeiro & Niterói,  Brasil)[16]
- 2011-12- 3º lugar da Superliga Brasileira A[1]
- 2012-Vice-campeão do Campeonato Mineiro[1]
- 2012-13- 4º lugar da Superliga Brasileira A[1]
- 2013-Vice-campeão do Campeonato Mineiro[1]
- 2013-14- 4º lugar da Superliga Brasileira A[1]
- 2021-22 - Campeão da Superliga Brasileira A
- 2022–23 – Campeão da Superliga Série A
- 2023 – Campeão do Campeonato Mineiro

## Premiações individuais
- Melhor Central do Campeonato Sul-Americano de Clubes de 2024
- Melhor Central da Superliga Brasileira A de 2022-23
- Melhor Central do Campeonato Sul-Americano de Clubes de 2022
- Melhor Central do Campeonato Mundial de Clubes de 2021
- Melhor Central do Campeonato Sul-Americano de Clubes de 2020
- Melhor Bloqueador do Campeonato Sul-Americano Juvenil de 2010[12]
- Melhor Central do Torneio Internacional Vibo Valentia de 2009[1]